# 藤田屋

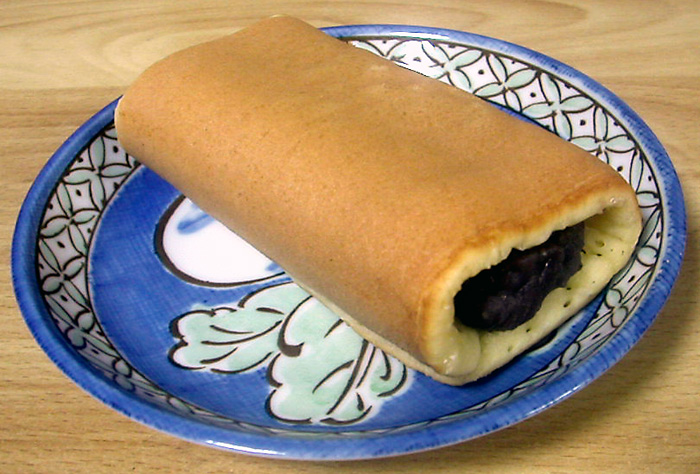
藤田屋の大あんまき

株式会社藤田屋（ふじたや）は、愛知県知立市山町に本社を置く和菓子製造企業。あんまきを主体としている。

## 歴史
江戸時代に創業した。練った小麦粉を延ばしたうえで焼き、塩をきかせた小豆餡を挟んだのがあんまきのルーツとされる。
1953年（昭和28年）頃、藤田誠があんまき店を始めた。1964年（昭和39年）頃に国道1号沿いに移転すると、トラック運転手らがまとめ買いしていくようになり、トラック運転手らの口コミで全国で知られるようになった。1972年（昭和47年）7月1日に株式会社藤田屋が設立された。
2020年（令和2年）4月にはアイドルグループのSKE48とコラボし、チームS・チームKII・チームEそれぞれが考案したあんまきを期間限定でリリースした。

## 特徴
長さは11センチ、幅は6センチであり、重さは130〜140グラムである。鉄板で焼いた生地に、2日から3日かけて炊いた餡を包んでいる。
1889年（明治22年）頃にあんまきを生み出した小松屋本家と比べると、藤田屋は特別メニューを除いて常時7種類を取りそろえるなど、バリエーションが豊富である。ゴスペラーズの酒井雄二は藤田屋の大あんまきについて「最高」と評している。

## メニュー
- 黒あん
- 白あん
- チーズあんまき
- カスタードあんまき
- 抹茶あんまき - 西尾の抹茶を使用。
- 栗あんまき
- 天ぷらあんまき

## 店舗
藤田屋は知立市の国道1号沿いに大型店舗の本店を構えており、150人を収容できる宴会場も有している。本店のほかには名鉄名古屋本線・三河線 知立駅、名鉄・JR 豊橋駅、名鉄名古屋駅、近鉄名古屋駅などの主要駅にも店舗を構えているほか、岡崎サービスエリア（NEOPASA岡崎）、刈谷ハイウェイオアシスなど、愛知県周辺の高速道路サービスエリアにも店舗を構えている。また、各地で出張販売も行っている。

### 常設店舗一覧
- 本店（愛知県知立市）
- 知立駅店（愛知県知立市） - 高架化工事中により一時閉店中。
- 名鉄百貨店地下1階中央改札店（愛知県名古屋市中村区）
- 近鉄名古屋駅店（愛知県名古屋市中村区）
- 豊橋駅店（愛知県豊橋市）
- 岡崎サービスエリア店（愛知県岡崎市）
- 豊田上郷サービスエリア上り店（愛知県豊田市）
- 刈谷ハイウェイオアシス店（愛知県刈谷市）
- ららぽーと愛知東郷店（愛知県愛知郡東郷町）
- カラフルタウン岐阜店（岐阜県岐阜市）
- 御在所サービスエリア下り店（三重県四日市市）
- ららぽーと安城店（愛知県安城市）

#### 過去
- mozoワンダーシティ店（愛知県名古屋市西区）

### ギャラリー

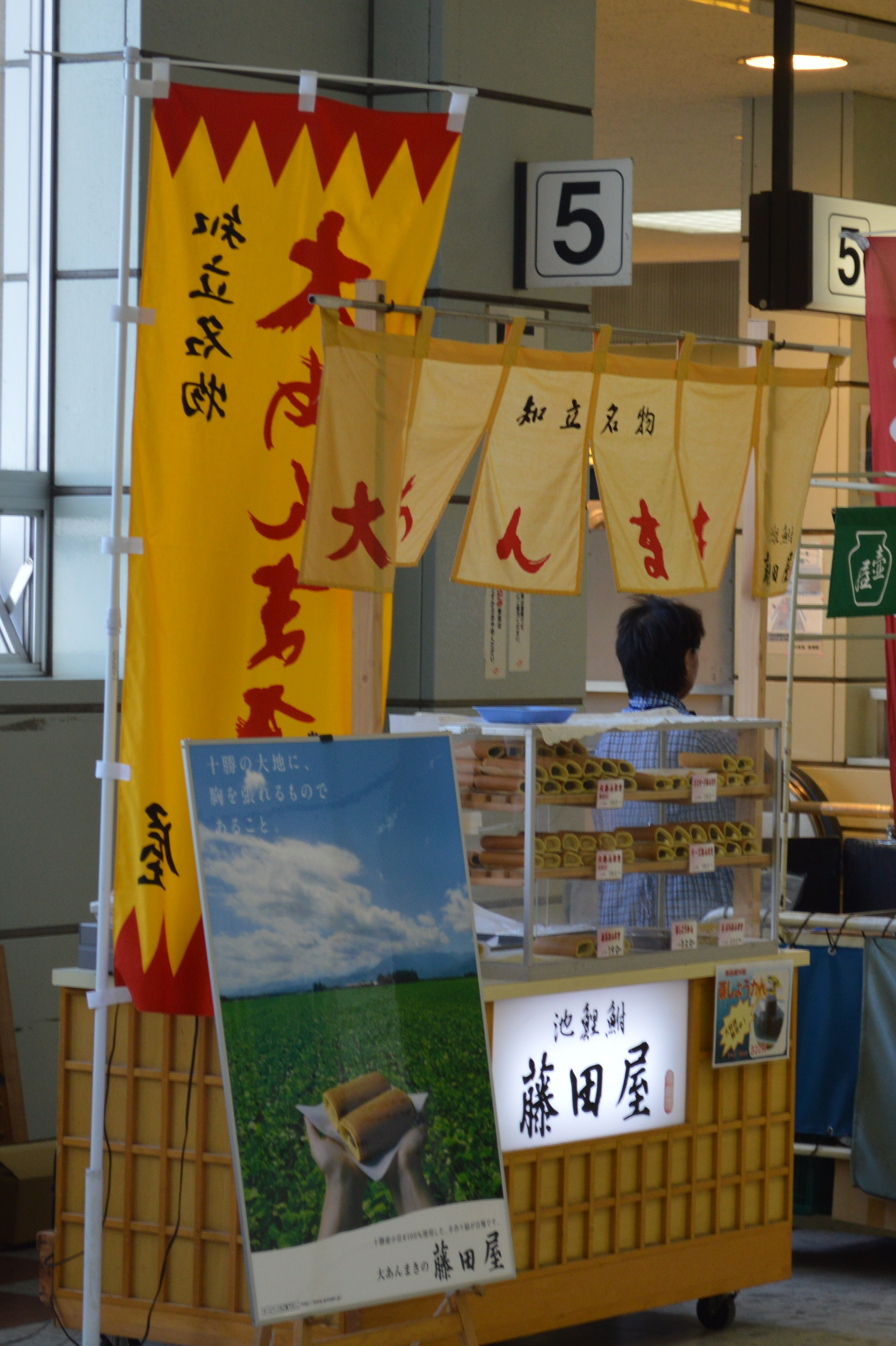
豊橋駅店
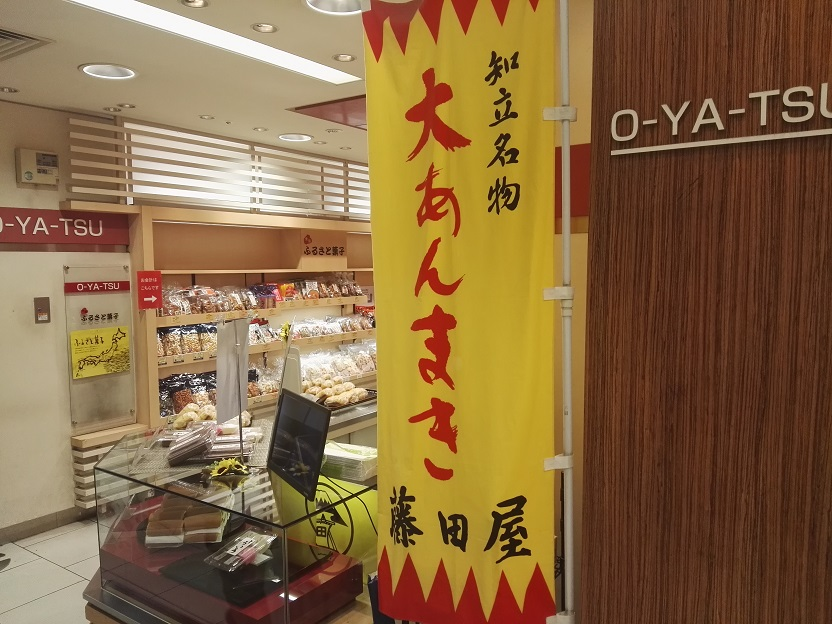
名鉄百貨店地下1階中央改札店
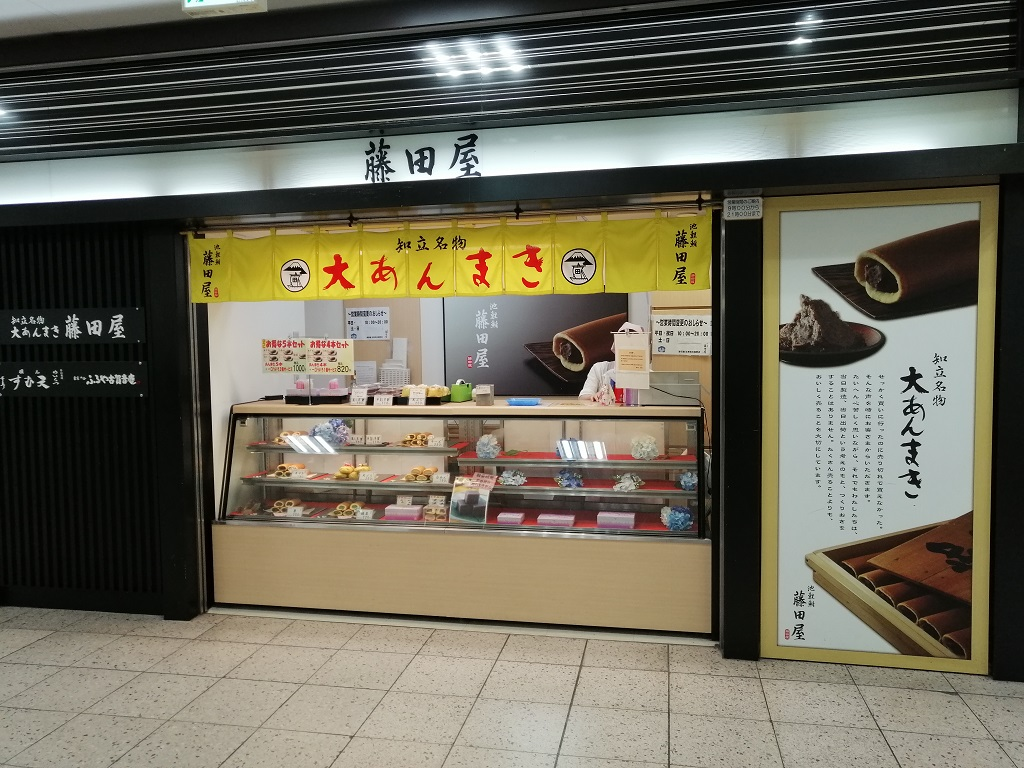
近鉄名古屋駅店
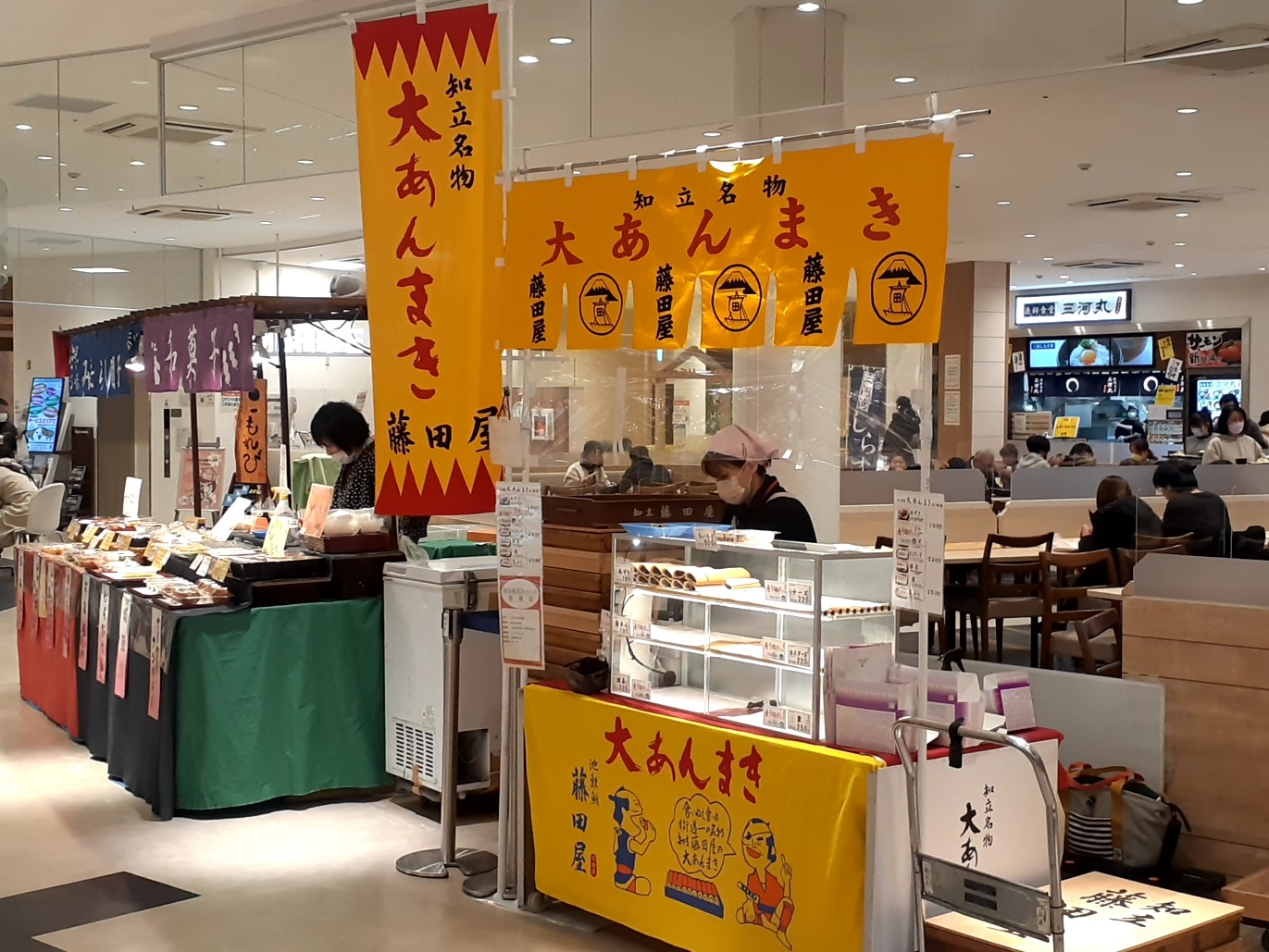
NEOPASA岡崎店